# Armoriale delle famiglie italiane (Rob-Ror)
Questo è l'armoriale delle famiglie italiane il cui cognome inizia con le lettere che vanno da Rob a Ror.

## Armi

### Rob
| Stemma | Casato e blasonatura |
| ------ | --- |
|        | Roana (Toscana) (DE) 5mal gold-rot gespalten (citato in (23)) |
|        | Roasenda (Polonghera) Troncato, al 1° d'argento, a tre ruote di rosso, ordinate in fascia, al 2° di rosso, al pino al naturale, accostato da due gigli d'oro, con la fascia d'azzurro sulla partizione (citato in (16)) |
|        | Roasio (Cherasco, Torino) Titolo: baroni della Torre dei Rinaldi Partito da un filetto d'oro, al 1° d'azzurro, al leone d'oro lampassato di rosso e rivolto, al 2° d'azzurro, alla torre al naturale, aperta e finestrata, il tutto con il capo d'argento, carico di un'aquila coronata di nero (citato in (16)) filetto in palo di oro su azzurro - leone rampante rivolto di oro su azzurro - torre al naturale su azzurro - aquila coronata di nero su argento in capo (citato in LEOM) |
|        | Roatis (Roburent) Titolo: conte di Villar San Marco D'oro, alla sbarra d'azzurro ,carica di tre stelle del campo, a piombo, abbassata e accompagnata in capo da una aquila coronata, di nero (citato in (16) e in (22)) Motto: Espère en Dieu |
|        | Robbins (Fiesole) Partito: nel 1° inquartato: a/ e d/ fasciato di nero e d'oro, b/ e c/ d'argento al leone d'oro; nel 2° partito d'argento e di nero, al palo patente dell'uno all'altro passato sulla partizione, caricato di un giglio pure dell'uno all'altro passato sulla partizione, caricato di un giglio pure dell'uno all'altro e accostato da due gigli dell'uno nell'altro (citato in (14)) |
|        | Robbins (Roma) (la blasonatura non è stata ancora caricata) (Immagine nell' Archivio Storico Capitolino (PDF) (archiviato dall'url originale il 4 marzo 2016).) |
|        | Robbio o Robi o De Robiis (Chieri, Torino) Titolo: conti di S. Raffaele, Varigliè; signori di Montemarzo, Robbio, Vinzaglio; consignori di Biandrate, Bosia, Caltignaga, Caresanablot, Lumellogno, Roasenda Di rosso, alla banda d'argento, carica di tre stelle, d'azzurro (citato in (16)) 3 stelle (5 raggi) di azzurro su banda di argento su rosso (citato in LEOM) Motto: À chascun son droit |
|        | Robellini (Acqui) Troncato, al 1° di [...] a due crescenti di [...], al 2° di [...] al sole di [...], con la fascia scaccata di due file, di [...] e di [...], (citato in (16)) |
|        | Roberti d'azzurro, al leone dormiente d'oro, con la coda passata sotto la coscia sinistra, e tre stelle (6) dello stesso, ordinate in capo (citato in (5) - pag. 126) |
|        | Roberti (Cesena) (la blasonatura non è stata ancora caricata) (citato in BLCW) Immagine in Blasone Cesenate. |
|        | Roberti (Roma) (la blasonatura non è stata ancora caricata) (Immagine nell' Archivio Storico Capitolino (PDF) (archiviato dall'url originale il 4 marzo 2016).) |
|        | Roberti (Roma) d'azzurro, al leone addormentato d'oro; al capo d'Angiò (citato in CROL – pag. 15) |
|        | Roberti (San Damiano d'Asti, Torino) Titolo: conti di Castelvero, Cioccaro; consignori di Carpeneto Inquartato, al 1° e 4° d'oro, all'aquila bicipite, di nero, al 2° e 3° d'oro, a tre sbarre d'azzurro (arma antica) (citato in (16)) alias D'argento, a tre sbarre d'azzurro, con il capo d'oro, carico di un'aquila di nero, sostenuto da una fascia d'argento, carica di un biscione di verde (citato in (16)) alias Inquartato, al 1° d'oro, all'aquila bicipite, coronata nelle due teste, il tutto di nero; al 2° e 3° d'oro, a tre sbarre d'azzurro; al 4° di rosso, alla corona all'antica, d'oro, con due palme, di verde, infilzate nella corona, decussate e cadenti all'infuori, la corona accompagnata in punta da un bordone da pellegrino, d'argento; il tutto caricato da una fascia d'argento, sopraccaricata da un biscione, di verde (citato in (16)) serpente ondeggiante in fascia di verde su fascia di argento su - aquila bicipite coronata su ambo le teste di nero su oro - 3 sbarre di azzurro su oro - 2 foglie di palma di verde incrociate e infilzate in una corona di oro accompagnata in punta da un bordone (bastone) di pellegrino di argento tutto su rosso (citato in LEOM) alias Di rosso, alla corona all'antica, d'oro, con due rami di palma, di verde, intrecciati alla corona, la corona accompagnata in punta da un bordone da pellegrino (d'argento), con il capo d'oro, carico di un'aquila coronata, di nero (citato in (16)) Motto: Virtus belli pro patria |
|        | Roberti (Roma, Padova, Bassano del Grappa) 3 stelle (8 raggi) poste 2,1 di cui le 2 superiori di oro su azzurro e l'inferiore partita di argento e di rosso su partito di rosso e di argento (citato in LEOM) |
|        | Roberti (Lavenone) d'argento al cuore di rosso, stillante sangue e trafitto da due lance incrociate e volte in basso al naturale (citato in Piovanelli) |
|        | Roberti (Lavenone) d'argento al cuore di rosso, stillante sangue e trafitto da due lance incrociate e volte in alto al naturale (citato in Piovanelli) |
|        | Robery o Reboeri (Priola) D'azzurro, al leone coronato, d'oro alias D'azzurro, al leone coronato, d'argento (citato in (16)) |
|        | Robesti (Banchette, Torino) Titolo: conti di Cocconito Troncato, al 1° d'oro, al leone di rosso, illeopardito, nascente dalla troncatura; al 2° d'azzurro, allo scaglione d'argento, accompagnato in capo da due stelle, d'oro, in punta da un ramo di quercia, al naturale, fruttato di tre pezzi, d'oro, nutrito nella punta dello scudo Motto: Virtute adquiritur (citato in (16)) |
|        | Robiglio (Fiesole) Partito: nel 1° d'argento, all'albero di pino al naturale nodrito sul terreno dello stesso, e sostenuto a sinistra da un leone retroguardante di rosso, talvolta coronato d'oro; nel 2° d'azzurro, alla croce di sant'Andrea di rosso, accantonata nel 1°, 2° e 3° da una stella a cinque punte d'oro, e nel 4° da un crescente montante dello stesso (citato in (14)) |
|        | Robiglione (Firenze) Di..., alla pianta di pisello selvatico (robiglia) sradicata di... (citato in (14)) |
|        | Robino (Napoletano) (la blasonatura non è stata ancora caricata) (citato in (19)) |
|        | Robolini (Pavia) interzato in fascia di oro di rosso e di argento - aquila di nero coronata di oro su oro - castello di argento affiancato da 2 torri merlato alla ghibellina uscente dalla partizione su rosso - 3 piante di rosa stelate e fogliate di verde fiorite ciascuno di 3 pezzi di rosso su argento (citato in LEOM) |
|        | Robustella (Molise) (la blasonatura non è stata ancora caricata) (citato in DAlena) |

### Roc
| Stemma | Casato e blasonatura |
| ------ | --- |
|        | Rocaberti (principi di Belmonte) di rosso, a tre pali d'oro, ciascun palo caricato di tre rocchi di scacchiere d'azzurro ordinati nel senso della pezza |
|        | Rocaberti o Roccaberti (Sicilia) d'oro, a tre pali di rosso, accostati da 12 rocchi di nero, posti in palo tre a tre (citato in (5) - pag. 154) d'oro a tre pali di rosso, accostati da dodici rocchi di scacchiero di nero, posti 3, 3, 3, 3 (citato in Mango) |
|        | Rocca (Catanzaro) Di rosso alla banda contromerlata d'argento (citato in BLCL) |
|        | Rocca (Napoli) D'azzurro a sei conchiglie al naturale, 3, 2, 1 con la bordura dentata d'oro (citato in DAlena) 6 conchiglie al naturale poste in piramide rovesciata (3,2,1) su azzurro - bordura dentata di oro (citato in LEOM) |
|        | Rocca o Rocha (Asti) Di rosso, a tre rose d'argento, bottonate d'oro (citato in (16)) |
|        | Rocca o Modicio della Rocca Inquartato, al 1° e 4° d'argento, alla fascia d'azzurro, carica di tre stelle d'oro, al 2° e 3° di rosso, al castello d'argento, il tutto con il capo d'oro, carico di un'aquila di nero Motto: Murus aheneus (citato in (16)) |
|        | Rocca o Rocha (Saluzzo) Di rosso, a tre merli di muraglia (rocche), d'oro, 2, 1 (citato in (16)) |
|        | Rocca o Larocca (Sicilia) Titolo: barone di Serradifalco, Colle, Tamburello, Racuja, Militello, S. Michele; marchese di Roccalumera; principe di Alcontresd di rosso, con una croce di oro, piantata sopra un monte di tre cime (citato in (20)) Notizie storiche in Famiglie nobili di Sicilia. |
|        | Rocca (Ovada) D'azzurro, alla rocca di tre palchi, terrazzata di verde e aperta del campo, accostata da due leoni affrontati moventi dallo stipite della porta, il tutto d'oro (citato in (25)) |
|        | Rocca (Napoli) 6 conchiglie al naturale poste in piramide rovesciata (3,2,1) su azzurro - bordura dentata di oro tutto su scudetto su - mano d'aquila di nero su oro - 2 bande di azzurro su argento (citato in LEOM) |
|        | Rocca (Venezia) torre senza merli squadrata scalinata di 7 pezzi di argento posta su terrazzo di verde uscente dalla punta tutto su rosso (citato in LEOM) |
|        | Rocca (Tropea) d'oro a tre monti all'italiana di verde uscenti dalla punta e accompagnati in capo da un lambello a tre pendenti di rosso (citato in BLCL) |
|        | Rocca o La Rocca o Della Rocca (Tropea) di oro a tre monti verdi caricata da un labello a tre lembi di rosso (citato in BLCL) Immagine e notizie storiche in Tropea Magazine. |
|        | Rocca o La Rocca o Della Rocca (Tropea) Di oro caricato di un monte al naturale caricato da tre stelle e sormontato da un'aquila nera al volo (citato in BLCL) Immagine e notizie storiche in Tropea Magazine. |
|        | Rocca (Tropea) (LA) aureum campum supra montem tribus ornatus stellis et unda nigram Aquilam (citato in BLCL) Immagine e notizie storiche in Tropea Magazine. |
|        | Rocca di Rocca (Napoli, Trana) Titolo: marchese, patrizio di Trani, col predicato di Rocca a sei conchiglie al naturale con bordura d'oro (Rocca) alias inquartato 1° e 4° d'oro all'artiglio alato di nero (Mascambruno) 2° 3° d'argento a due bande d'azzurro (Comite) sul tutto l'arma dei Rocca (citato in (17)) |
|        | Rocca Saporiti (Reggio Emilia) torre cinta da muro di argento su terrazzo di verde su azzurro cimata da - aquila di argento su azzurro - torre sostenuta da 2 leoni coronati controrampanti tutto di oro su azzurro - capo d'Impero (citato in LEOM) |
|        | Roccaberti (Sicilia) d'oro con tre pali di rosso accostati da dodici rocchi di scacchiere di nero, 4, 4 e 4 (citato in (20)) Notizie storiche in Famiglie nobili di Sicilia. |
|        | Roccafoglia (Molise) (la blasonatura non è stata ancora caricata) (citato in DAlena) |
|        | Roccamaura o Roquemaure (Nizza) Titolo: consignori di Castelnuovo D'oro, al leone di nero, armato e linguato di rosso (citato in (16)) |
|        | Roccapianola (la blasonatura non è stata ancora caricata) (citato in DAlena) |
|        | Roccati o Rochati o Rocatti (Chieri) D'azzurro, alla rupe (rocca) d'argento, carica di una palma di verde, accompagnata da tre stelle (8) d'oro (male ordinate?) Motto: Sic virtus (citato in (16)) |
|        | Roccherio (Sicilia) D'azzurro, con due leoni affrontati e controrampanti ad un monte il tutto d'oro (citato in (20)) Notizie storiche in Famiglie nobili di Sicilia. |
|        | Rocchetta (Tropea) D'oro alla fascia di nero (citato in BLCL) Immagine in Tropea Magazine. |
|        | Rocchi (Siena) d'oro, alla fascia di nero, accompagnata da tre rocchi di scacchiere dello stesso (citato in (5) - pag. 154) D'oro, alla fascia di nero, accompagnata da tre rocchi di scacchiere dello stesso, 2.1 (citato in (14)) |
|        | Rocchi (Roma) (la blasonatura non è stata ancora caricata) (Immagine nell' Archivio Storico Capitolino (PDF) (archiviato dall'url originale il 5 marzo 2016).) |
|        | Rocchi (Colle) D'azzurro, a tre pini al naturale nodriti sul terreno dello stesso; il pino centrale più alto e sinistrato al tronco da un leone d'oro (citato in (14)) |
|        | Rocchi (Toscana) 3 alberi di pino di verde uscenti da terrazzo dello stesso lambito da un fiume al naturale uscente dalla punta tutto su azzurro - leone rampante di oro contro il pino centrale e più alto su azzurro (citato in LEOM) |
|        | Rocchi (Prato, Firenze) Partito: nel 1° ondato fasciato d'azzurro e d'oro; nel 2° di rosso, a sei rocchi di scacchiere d'oro, 2.1.2.1 alias Di rosso, a sei rocchi di scacchiere d'argento, 3.2.1 alias D'argento, a tre rocchi di scacchiere di... (citato in (14)) |
|        | Rocchi (Firenze) Di rosso, a sei rocchi di scacchiere d'argento, 3.2.1 (citato in (14)) |
|        | Rocchi (Abruzzo) D'azzurro alla torre al naturale, merlata alla ghibellina, di 4 pezzi, fondata sulla pianura erbosa, accostata da due palme di verde addossate, uscenti dalla pianura e sormontata da tre stelle d'oro ordinate in fascia alias d'oro all'aquila spiegata di nero, coronata del campo (citato in DAlena) |
|        | Rocchi (Lucca, Monte San Savino, Tossicia) torre a 2 palchi merlata alla ghibellina la parte inferiore al naturale la superiore di argento su terrazzo di verde uscente dalla punta su azzurro aperta e finestrata del campo - 2 foglie di palma di verde addossate alla torre uscenti dalla terrazza su azzurro - 3 stelle (5 raggi) di oro poste in fascia in alto su azzurro (citato in LEOM) |
|        | Rocchi (Lucca, Monte San Savino, Tossicia) aquila di nero coronata di oro su oro (citato in LEOM) |
|        | Rocchi (Prato) (DE) Blau-rot gespalten: Rechts 4 goldene Wellenbalken, links 6 goldene Schachroche 2:1:2:1 gestellt (citato in (23)) |
|        | Rocchi (Cesena) (la blasonatura non è stata ancora caricata) (citato in BLCW) Immagine in Blasone Cesenate. |
|        | Rocchia (Fossano) Titolo: consignori di Levaldigi D'azzurro, al leone d'oro (citato in (16)) |
|        | Rocci d'oro, al grappolo d'uva di rosso, gambuto e fogliato di verde, col capo cucito d'oro, all'aquila di nero (citato in (5) - pag. 131) |
|        | Rocci (Roma) (la blasonatura non è stata ancora caricata) (Immagine nell' Archivio Storico Capitolino (PDF).) |
|        | Rocci (Torino) Titolo: baroni D'oro, alla mano di carnagione, tenente un tralcio di vite, con tre grappoli d'uva nera e tre pampini al naturale, con il capo d'argento, cucito, carico di un'aquila coronata, di nero (citato in (16)) mano di carnagione recisa afferrante un tralcio di vite con 3 grappoli di uva di nero fogliato di verde su oro - aquila coronata di nero su argento in capo (citato in LEOM) Motto: Matura rubescit |
|        | Rocci (Piacenza) tralcio di vite uscente dal capo pampinoso di verde e di 3 grappoli di viola su argento - aquila coronata di nero su oro in capo (citato in LEOM) |
|        | Rocci (Piacenza) leone rampante di rosso su argento - anello di rosso racchiudente il leone su argento (citato in LEOM) |
|        | Roche o De Rocha (Aosta) D'azzurro, alla rupe d'oro, ristretta (citato in (16)) |
|        | Rocco (Molise) D'azzurro a 3 bande d'oro ; col capo di rosso caricato di 3 rocchi d'argento, posti in fascia, sostenuto da una fascia d'oro (citato in DAlena) |
|        | Rocco (Napoli) Titolo: nobile, principe di Torrepadula d'azzurro a tre bande d'oro col capo di rosso caricato di tre rocchi di scacchiera d'argento posti in fascia e sostenuto da una fascia d'oro (citato in (17)) d'azzurro a tre bande d'oro, col capo rosso caricato da tre rocchi di scacchiera d'argento, posti in fascia e sostenuti da una fascia diminuita d'oro (citato in (19)) 3 bande di oro su azzurro - 3 rocchi di scacchiera di argento posti in fascia su rosso in capo - trangla di oro (citato in LEOM) Notizie storiche in Nobili napoletani. |
|        | Rocco (Napoli) d'azzurro a tre bande d'oro col capo di rosso caricato di tre rocchi di scacchiera d'argento posti in fascia e sostenuto da una fascia dello stesso (Immagine nella Raccolta stemmi Trippini (JPG).) |
|        | Rochesano (Asolo) (la blasonatura non è stata ancora caricata) (citato in DAlena) |

### Rod
| Stemma | Casato e blasonatura |
| ------ | --- |
|        | Rodante (Sicilia) D'azzurro, con un leone d'oro la testa rivoltata abbrancato ad un albero al naturale (citato in (20)) Notizie storiche in Famiglie nobili di Sicilia. |
|        | Rodelli (Cesena) (la blasonatura non è stata ancora caricata) (citato in BLCW) Immagine in Blasone Cesenate. |
|        | Rodengo (Brescia) troncato, sormontato da una corona d'oro; nel 1º d'azzurro a una semiruota dorata sormontata da una colomba; nel 2º bandato a sette pezzi di rosso in campo d'argento (citato in Piovanelli) |
|        | Roderigo (Molise) (la blasonatura non è stata ancora caricata) (citato in DAlena) |
|        | Rodi (Bosco Marengo) Di rosso, alla ruota di cinque raggi, d'oro (citato in (16)) |
|        | Rodia (Catanzaro) D'azzurro alla fascia bandata d'oro e d'argento accompagnata da 6 rose d'oro, tre in capo in fascia e tre in punta ben ordinate (citato in BLCL) |
|        | Rodini (Roma) banda di rosso su - leone rampante di argento su nero (citato in LEOM) |
|        | Rodini (Roma) 3 ruote di rosso poste 2,1 su oro (citato in LEOM) |
|        | Rodinò (Napoli, Polistena, Calabria) Titolo: nobile, barone di Miglione, predicato di D'Acrari Migilione partito 1º d'oro alla mezza aquila di nero col volo abbassato e coronata di nero, 2° di verde con al capo tre rose di rosso ed in punta due rami d'alloro posti in decusse d'oro (citato in (17)) alias partito, nel primo d'oro alla mezz'aquila al naturale col volo abbassato, coronata di nero, uscente dalla partizione; nel secondo di verde, con in capo tre rose d'oro disposte 1-2 ed in punta due rami d'alloro posti in decusse, pure d'oro (citato in (19)) mezza aquila bicipite coronata di nero uscente dalla partizione su oro - 3 rose di oro poste 1,2 su 2 rami dello stesso incrociati al basso tutto su verde (citato in LEOM) Motto: In virtute robur Notizie storiche in Nobili napoletani. |
|        | Rodinò (Napoli) mezza aquila bicipite coronata di nero uscente dalla partizione su oro - 3 rose di oro poste 1,2 su 2 rami dello stesso incrociati al basso tutto su verde - 3 rose di oro poste 2,1 su verde (citato in LEOM) |
|        | Rodocanacchi o Rodocanachi (Livorno, Parigi (Francia)) D'azzurro, allo scaglione d'argento accompagnato in capo da tre stelle a otto punte d'oro, 1.2, e in punta da un canestro dello stesso pieno di fiori (rose) al naturale (citato in (14)) scaglione di argento su azzurro - 3 stelle (8 raggi) poste 1,2 di oro su azzurro in alto - cesto (paniere) di oro ripieno di rose di rosso fogliate e stelate di verde su azzurro in basso (citato in LEOM) |
|        | Rodoico (Molise) (la blasonatura non è stata ancora caricata) (citato in DAlena) |
|        | Rodolfini-Conestabile (Narni) (la blasonatura non è stata ancora caricata) (Immagine nella Raccolta stemmi Trippini (JPG).) |
|        | Rodolfo (Bene Vagienna, Torino) D'azzurro, al monte d'oro, bandato di rosso, sormontato nel cantone destro del capo da due rami di palma decussati, infilati in una corona, il tutto d'oro (citato in (16)) |
|        | Rodriguez (Livorno) D'azzurro, al leone rivolto d'oro, coronato dello stesso e sostenuto dal terreno al naturale (citato in (14)) leone rampante coronato rivolto di oro su azzurro posto su terrazzo di verde (citato in LEOM) |
|        | Rodriguez (Ozieri, Cagliari, Iglesias) D'argento al cuore umano al naturale sormontato da 3 dardi d nero, alti in palo, uno accanto all'altro (citato in DAlena) cuore di rosso sormontato da - 3 frecce in palo poste in fascia di nero tutto su argento (citato in LEOM) Motto: Tela retrorsum in hostes |
|        | Rodriguez (Napoli, Manfredonia, Trinitapoli) Titolo: conte di Cumignano Partito, nel 1° al mare d'azzurro col capo d'argento caricato di tre stelle a sei punto d'oro; nel 2° d'argento ad una torre di rosso, merlata di quattro mattonate, aperta e finestrata di nero, fondata sulla campagna erbosa al naturale; col capo d'oro caricato da una Croce di Sant'Andrea di rosso (citato in (17)) |

### Roe
| Stemma | Casato e blasonatura |
| ------ | --- |
|        | Roero o Rovero o Rotario o Rouere (Asti, Torino) di rosso a tre ruote d'argento (citato in (4) – Vol. III pag. 642 e in (22)) 3 ruote a 5 raggi di argento poste 2,1 su rosso (citato in LEOM) Cimiero: l'uomo selvatico, armato di clava Motto: A bon rendre - A bien rendre - A buen rendre |
|        | Roero (Asti) Titolo: marchesi di Cortanze, Moncrivello, Serravalle, Verel e Dulin; conti di Borgo S. Agata, Buttigliera, Calosso, Guarene, La Vezza, Marmorito, Mombarone, Monticello, Poirino, Revello, Revigliasco, Sciolze, Settime, Sommariva Bosco, Sommariva Perno, Valdondona; baroni di Avrieux, Cuynes, Frassinello, Olivola, S. Marzanotto, Ternavasio; signori di Agliano, Baldissero, Banna, Barre, Belangero, Borgone, Bra, Canale, Castagnetto, Corsione, Dogliani, Fortepasso, Hauteville, Lesegno, Marcellengo, Montà, Montegrosso, Monteu Roero, Neive, Piea, Piobesi Torinese, Porcile, Pralormo, Priocca, Rossana, S. Didero, S. Raffaele, S. Stefano Roero; consignori di Alpignano, Balangero, Bruzolo, Burio, Carisio, Casasco, Castagnito, Ceresole, Cervere, Corneliano, Cuccaro, Garzigliana, Magliano, Montaldo, Piobesi d'Alba, Quattordio, Sanfrè, S. Gillio, Santena, Torre Valgorera, Torricella, Villarfocchiardo Di rosso, a tre ruote d'argento alias Inquartato al 1° e 4° di Roero; al 2° e 3° d'argento, con il pino di verde, sostenuto da due grifoni, d'oro, affrontati e controrampanti; il tutto con un capo d'oro, carico di un'aquila coronata, di nero, con il petto sopraccaricato dalla parola FIDES, d'oro alias D'azzurro, al leone d'oro, tenente con le zampe anteriori una ruota, di rosso, sormontata nel cantone destro del capo da una stella, d'argento alias Inquartato di Roero e di Trotti alias Partito al 1° di Roero, al 2° d'azzurro a sette stelle d'argento, 2, 1, 2, 2, con il palo d'oro sulla partizione alias Partito, al 1º di Roero; al 2º d'argento, alla fascia di rosso, con la bordatura d'azzurro, carica di otto stelle, d'oro alias (la blasonatura non è stata ancora caricata) alias (la blasonatura non è stata ancora caricata) Motto: À bon rendre - À bien rendre - A buen rendre - Arcana fides - Que de lexo demi (citato in (16)) |

### Rof
| Stemma | Casato e blasonatura |
| ------ | --- |
|        | Roffeni (Bologna) d'azzurro, al leone d'oro posato su un monte di tre cime di verde movente dalla punta, allo scaglione di rosso; al capo d'Angiò, abbassato sotto il capo dell'impero (citato in (8) – pag. 654)                                                       |
|        | Roffi (Firenze) Di cielo, alla barca d'oro attraversata da un remo posto in banda dello stesso, e galleggiante sul mare al naturale (citato in (14)) |
|        | Roffi (Firenze) Trinciato d'argento e d'oro, alla banda di rosso passata sulla partizione (citato in (14)) |
|        | Roffi (Ceres, Giaveno) D'azzurro, al leone di rosso, cucito, accostato in capo da tre stelle d'oro (ordinate in fascia) (citato in (16)) |
|        | Roffia (Firenze, Pescia, San Miniato) Di rosso, alla banda d'oro alias Di rosso, alla banda d'oro; con il capo di Santo Stefano (citato in (14)) |
|        | Roffier (Chambery, Aosta) Di rosso, a due fasce d'argento, la prima carica di due rose del campo, bottonate d'oro, la seconda di una (citato in (16)) |
|        | Roffinelli (Ivrea) Di rosso, al tronco d'albero, sostenuto da un leone, il tutto d'oro (citato in (16)) |
|        | Roffredo o Rofreddo (Cherasco, Savigliano) Titolo: conti di Saorgio; consignori di Bonavalle, Cavallerleone D'argento, alla quercia al naturale, con il capo di rosso, sostenuto d'oro, e caricato di una stella, d'oro Motto: Felici sub sidera firma (citato in (16)) |

### Rog
| Stemma | Casato e blasonatura |
| ------ | --- |
|        | Rogadeo (Ravello) Troncato: 1° di azzurro al pellegrino al naturale in ginocchioni e pregante verso croce latina di oro accompagnata da tre stelle del medesimo nel canton destro dello scudo; 2° fasciato di oro e di azzurro: tutto lo scudo bordato di una fila di scacchi d'argento e di rosso (citato in DAlena e in Chiese di Ravello.) alias fasciato di oro e di azzurro: tutto lo scudo bordato di una fila di scacchi di argento e di rosso (citato in Chiese di Ravello.) alias fasciato d'oro e di azzurro con la bordatura composta di argento e di rosso (citato in Chiese di Ravello.) |
|        | Rogadeo (Napoli) Titolo: barone di Calvanico e Sergio (Torrequadra), patrizio di Ravello, nobile di Bitonto d'azzurro a tre fasce d'oro con bordura d'argento e rosso (citato in (17)) |
|        | Rogadeo (Molfetta) d'argento, al frate inginocchiato e colle mani giunte, vestito e incappucciato di rosso, sinistrato da una croce patente dello stesso e posta nel canton destro del capo, e accompagnato, in punta, da 3 stelle di 6 raggi, poste 2 e 1, pure di rosso (citato in ) |
|        | Rogadeo (Napoli, Bitonto) 3 fasce di oro su azzurro - bordura composta di argento e di rosso (citato in LEOM) |
|        | Rogadeo (Napoli, Bitonto) pellegrino inginocchiato al naturale adorante una croce greca patente di oro in alto a sinistra accompagnata in basso da - 3 stelle (6 raggi) poste 2,1 dello stesso e da - una altra identica a sinistra tutto su azzurro (citato in LEOM) |
|        | Rogadeo (Napoli, Bitonto) fasciato di oro e di azzurro - bordura composta di argento e di rosso (citato in LEOM) |
|        | Rogerini Comero d'azzurro, a due ossa di morto d'argento decussate, accantonate da quattro gigli d'oro (Immagine nella Raccolta stemmi Trippini (JPG).) |
|        | Roggeri o Roggiero o Roggero o Roggieri (Mondovì, Saluzzo, Barge, Verzuolo) Titolo: signore di Cervignasco; consignore di Cantogno Palato d'oro e di azzurro, i pali d'azzurro caricati ciascuno di una stella d'oro verso il capo (citato in (16) e in (22)) pali d'oro, e azzurri a sei pezze, e questi ultimi caricati di una stella d'oro per ognuno (citato in (22)) alias Palato di rosso e d'azzurro, i pali d'azzurro carichi, ciascuno, di una stella d'oro, con il capo, di concessione, d'oro, carico di un crancellino di verde, posto in banda (citato in (16)) palato di rosso e di azzurro di sei pezze, quelle di azzurro caricate caduna di una stella d'oro, ed un capo di oro caricato di una corona di ruta verde posta in banda (citato in (22)) alias D'argento, a quattro bande di rosso (citato in (16) e in (22)) Cimiero: un albero di cedro, cinto di un breve col motto Motto: Heu praeterita vae futuris - Qui se humiliat |
|        | Roggeri o Rogeri o Roggieri (Castagnole Monferrato, Casale) Titolo: conti di Villanova Monferrato D'azzurro, al castello, accompagnato da tre stelle male ordinate, il tutto d'oro, con il capo d'oro, carico di un'aquila coronata, di nero (citato in (16)) |
|        | Roggeri (Milano) 6 crocette di argento poste in piramide rovesciata su azzurro - capo di oro pieno (citato in LEOM) |
|        | Roggeri (Milano) 6 crocette di argento poste in piramide rovesciata su azzurro - muro merlato alla guelfa uscente dal basso e dai lati opposti al naturale su argento sormontato da un ramo di olivo dello stesso posto in banda uscente dal canton sinistro del capo - oro pieno (citato in LEOM) |
|        | Roggeri (Torino) castello affiancato da 2 torri e sormontato da una terza più alta al centro di oro cimato da 3 stelle (5 raggi) dello stesso poste 1,2 tutto su azzurro - aquila coronata di nero su oro in capo (citato in LEOM) |
|        | Roggiero o De Ruggiero (Napoli, Albano, Salerno) Titolo: duca di Albano, patrizio di Salerno, nobile dei duchi d'oro a sei crocette di rosso col capo di rosso carico di un labello a tre pendenti d'oro (citato in (17)) 6 crocette latine di rosso poste in piramide rovesciata su oro - lambello a 3 gocce di oro su rosso in capo (citato in LEOM) |
|        | Roggiero Guiscardi (Saluzzo) 4 bande di rosso su argento (citato in LEOM) |
|        | Roglia (Chieri, Torino) D'argento, alla colonna di nero, legata, nel mezzo, da un nastro di rosso Motto: Qui confidit in Domino non peribit in aeternum (citato in (16)) |

### Roi
| Stemma | Casato e blasonatura |
| ------ | --- |
|        | Roi (Vicenza, Fusca) 3 piante di lino al naturale su fascia di rosso su - troncato di argento e di azzurro (citato in LEOM) |
|        | Roiani o Roiano (Abruzzo) D'azzurro alla fascia d'oro, accompagnata in punta da un palo e due spighe sormontate da due gigli egualmented'oro (citato in DAlena) |
|        | Roii (Città di Castello) 3 stelle (6 raggi) di oro su fascia di rosso su - 3 sbarre dello stesso su oro (citato in LEOM) |
|        | Rois o Ruis o Ruiz (Palermo) d'oro, al leone di rosso rampante ad un albero, sradicato di verde; e la bordura di rosso caricata da dieci decussi d'oro (citato in Mango) |
|        | Roissard (Chambéry, Nizza, Parigi, Torino, Losanna) Titolo: baroni di Bellet Di rosso alla croce d'argento, scanalata, caricata in cuore di una rosa del campo (citato in (16)) rosa araldica a 4 petali di rosso su croce dentellata di argento su rosso (citato in LEOM) Motto: Res non verba |

### Rol
| Stemma | Casato e blasonatura |
| ------ | --- |
|        | Rolandi Ricci (Albenga, Torino, Genova, Nizza Marittima) Titolo: conti Inquartato, al 1° e 4° d'argento, al tralcio di vite, di verde, posto in banda, fruttato di due grappoli d'oro, al 2° e 3° di rosso (citato in (16)) tralcio di vite di verde posto in banda fruttato di 2 grappoli di oro su argento - rosso pieno (citato in LEOM) |
|        | Rolandi Ricci (Albenga, Torino, Genova, Nizza Marittima) banda di oro su trinciato di rosso e di nero - oro pieno - grappolo di uva di nero fogliato di verde su argento (citato in LEOM) |
|        | Rolandi Ricci (Albenga, Torino, Genova, Nizza Marittima) grappolo di uva di nero fogliato di verde su argento - oro pieno - banda di oro su partito di nero e di rosso (citato in LEOM) |
|        | Rolandini (Dambel) Titolo: Nobili (la blasonatura non è stata ancora caricata) (citato in Ausserer, Carl. “Der Adel des Nonsbergs”. In: Neues Jahrbuch. Heraldisch-Genealogische Gesellschaft Adler, 1899) |
|        | Rolando (Mosso, Alpignano, Torino) Titolo: conti di Villarbasse Inquartato, al 1° e 4° d'azzurro, al leone d'oro; al 2° e 3° controinquartato di rosso e d'argento Motto: Sublimia semper (citato in (16)) |
|        | Rolando di Berardo (Firenze) Di..., al bue passante di..., accompagnato in capo da una stella a sette punte di... (citato in (14)) |
|        | Rolandono o Rolandone (Rocca de' Baldi) D'azzurro, a tre rose d'oro, bottonate di rosso, ordinate in banda, accompagnate da due stelle, di rosso, (cucite) Motto: Non inertibus (citato in (16)) |
|        | Roletti o Roletto (Bricherasio) Fasciato di rosso e d'argento, alla quercia al naturale Motto: Intercepta virescit - Laus Deo (citato in (16)) |
|        | Roletto (Bricherasio) Titolo: consignori di Bricherasio Fasciato di rosso e d'argento, alla quercia di verde, ghiandifera d'oro Motto: In terra viresco (citato in (16)) |
|        | Rolfi (Mondovì) Titolo: baroni di Marigny l'Eglise D'argento, all'albero (?) di verde, nutrito sulla pianura erbosa, sostenuto da un leoncino d'oro, a sinistra, con il capo d'azzurro, carico di tre stelle, d'oro (citato in (16)) |
|        | Rolfo (Cunico) Titolo: consignori di Corteranzo Troncato d'argento e di verde, al leone dell'uno nell'altro, armato e linguato di rosso, tenente con la zampa destra anteriore un ramo di quercia, al naturale, posto in banda, sormontato da una stella d'oro (citato in (16))                                                             |
|        | Rolfo (Odalengo Grande) leone rampante troncato di verde e di argento su troncato di argento e di verde afferrante con la destra un ramo di quercia dello stesso accompagnato in alto a sinistra da - stella (5 raggi) di oro (citato in LEOM)                                                                                              |
|        | Rolfo o Rolfi Titolo: conti di Castiglione d'Asti; consignori di Cortanze Di rosso, alla quercia, coi rami decussati e ridecussati, nutrita sulla pianura erbosa, al naturale; sostenuta da un leoncino d'oro, a destra, rivoltato, e sormontata da una stella d'oro (citato in (16))                                                       |
|        | Roli (Ravenna) d'azzurro, al grifone d'argento alato d'oro colla fascia di rosso attraversante, caricata di tre rose d'argento (citato in (2) - pag. 20, in (5) - pag. 98 (fascia diminuita di rosso) e in DAlena) |
|        | Rolla (Torino ?) Di rosso, alla quercia d'argento, ghiandifera d'oro, con lo scaglione d'azzurro, attraversante, carico di tre stelle d'oro Motto: Dure et virtute (citato in (16)) |
|        | Rolla (Torino) Partito d'oro e di verde, a tre ghiande dell'uno nell'altro Motto: Pretiosa paci (citato in (16)) |
|        | Rolli (Cesena) (la blasonatura non è stata ancora caricata) (citato in BLCW) Immagine in Blasone Cesenate. |

### Rom
| Stemma | Casato e blasonatura |
| ------ | --- |
|        | Roma D'argento, alla banda d'azzurro caricata di tre stelle d'oro e accostata di due rose di rosso |
|        | Romagna di rosso, a tre fasci di miglio al naturale, legati d'oro, 2.1 (citato in (5) - pag. 126) |
|        | Romagnano Titolo: marchesi di Romagnano, Virle; conti di Pollenzo; signori di Castel Reinero, Cavallirio, Cercenasco, Ceresole, Corneliano, Frossasco, Lombriasco, Revigliasco, Roccasterone, Rossana, S.ta Vittoria, Torrazza, Verolengo, Vinovo; consignori di Avigliana, Barge, Borgo Cornalese, Carignano, Carmagnola, Casalgrasso, Cavallerleone, Ceretto, Cervere, Cossano Belbo, Cumiana, Faule, Gerbola, Lanzo, Macello, Marene, Pancalieri, Piossasco, S. Sebastiano, Susa, Vigone D'azzurro, alla banda d'argento, accostata da due filetti, d'oro alias Inquartato, d'azzurro, alla banda d'argento, accostata da due filetti, d'oro, e d'oro, all'aquila di nero alias Inquartato, al 1° e 4° di rosso alla banda d'argento accostata da due filetti d'oro; al 2° e 3° fusato d'argento e di rosso, all'aquila di nero, attraversante sul fusato alias D'azzurro, alla banda d'oro, accostata da due filetti ondati, d'argento Motto: En un (citato in (16)) |
|        | Romagnoli (Piacenza) tronco di albero al naturale su terrazzo di verde cimato da - un uccello di nero con un ramoscello di olivo al naturale nel becco su azzurro - 2 tronchi di albero al naturale su terrazzo di verde su azzurro - inquartato al 2° e 3° di oro pieno (citato in LEOM) |
|        | Romagnoli (Cesena) (la blasonatura non è stata ancora caricata) (citato in BLCW) Immagine in Blasone Cesenate. |
|        | Romagnolo (Palermo) d'azzurro, al tronco d'albero al naturale posto in palo, cimato da una colomba d'argento tenente col becco un ramo d'ulivo (citato in Mango) |
|        | Romaldo (Napoli) Titolo: principe di Arianiello, barone di Lapio Croce Rogliano d'oro all'aquila bicipite di nero, coronata con diadema imperiale, caricata in cuore da uno scudetto d'argento crociato d'azzurro, lo scudo con la bordatura d'argento e d'azzurro (citato in (17)) croce di azzurro su scudetto di argento su - aquila bicipite di nero con corona reale di oro su oro - bordura composta di argento e di azzurro (citato in LEOM) |
|        | Romana (Dogliani) Troncato, al 1° d'argento all'aquila coronata, di nero, al 2° d'azzurro, a una lupa d'oro e un cane d'argento, affrontati, contro rampanti e tenenti un giglio d'oro (citato in (16)) |
|        | Romana o Romano (Ovada) Di rosso, al leone rivoltato coronato d'oro, tenente con la branca anteriore destra una stella di sei raggi dello stesso, alla sbarra abbassata d'azzurro attraversante sul tutto (citato in (25)) |
|        | Romanazzi (Napoli, Putignano, Bari) Titolo: marchesi di verde a tre monti accostati d'argento, quello di destra sostenente un leone al naturale, sormontato da una stella d'argento, abbracciante un dardo nero e impugnato da una mano di carnagione, col braccio vestito di rosso, movente dal fianco sinistro dello scudo (citato in (17)) leone rampante rivolto al naturale afferrante con le zampe anteriori una freccia di nero posta in palo punta al basso sormontato da una stella (5 raggi) di argento posto sul primo di - 3 monti al naturale uscenti dalla punta su verde - braccio destro uscente da destra vestito di rosso afferrante con la mano di carnagione parte della freccia suddetta su verde (citato in LEOM) |
|        | Romanelli (Arezzo) D'azzurro, al mare ondoso al naturale, e a tre conchiglie d'argento, 2.1, le due nel primo e l'una nel secondo (citato in (14)) 3 conchiglie al naturale poste 2,1 le prime su azzurro la terza su mare agitato uscente dalla punta al naturale (citato in LEOM) |
|        | Romanelli (Firenze) D'azzurro, all'asta di stadera munita del suo peso (romano) e portata in volo da tre uccelli (colombe), il tutto d'argento (citato in (14)) |
|        | Romanelli (Firenze) Di..., a due spade alte decussate di..., accompagnate in capo da una stella a otto punte di... (citato in (14)) |
|        | Romanelli (L'Aquila) Titolo: patrizi dell'Aquila Spaccato: nel 1° di rosso ad un'ala di drago di nero; nel 2° d'azzurro ad un vaso etrusco d'oro; colla fascia di verde caricata di tre conchiglie d'oro attraversante sulla partizione (citato in DAlena) alias troncato con la fascia di verde sulla troncatura, carica di tre conchiglie d'oro, nel 1° di rosso all'ala di drago d'oro, 2° d'azzurro alla pignatta d'oro (citato in (17)) 3 conchiglie di oro su fascia di verde su troncato di rosso e di azzurro - ala di drago di oro su rosso - pignatta (pentola panciuta) di oro su azzurro (citato in LEOM) |
|        | Romanelli (Vicenza) fascia di argento su troncato di oro e di azzurro - aquila bicipite di nero coronata di oro su ambo le teste su oro - 3 palle di oro poste 2,1 su azzurro (citato in LEOM) |
|        | Romani (Arezzo) D'azzurro, all'albero (quercia) nodrito sul terreno verso destra, e sinistrato da un porco passante verso l'albero, il tutto al naturale alias D'azzurro, al cinghiale di..., cinghiato d'argento, pascente un ramo di verde (citato in (14)) |
|        | Romani (Arezzo) maiale al naturale passante e saliente su erta uscente da sinistra digradante in banda verso destra di verde verso un albero di quercia nodrito più in alto a sinistra dello stesso tutto su azzurro (citato in LEOM) |
|        | Romani (Pistoia) Palato di sei pezzi d'oro e d'azzurro, al capo del primo sostenuto da una divisa di rosso e caricato di una scure al naturale posta nel senso della pezza alias Palato di sei pezzi d'oro e d'azzurro, al capo del primo sostenuto da una divisa di rosso e caricato di una scure d'azzurro manicata di rosso posta nel senso della pezza (citato in (14)) |
|        | Romani (Saluzzo) Bandato d'oro e d'azzurro, con il capo d'argento, carico di un'aquila coronata, di nero (citato in (16)) |
|        | Romani (Camerino, Matelica) torre uscente dalla punta merlata di 4 pezzi alla guelfa di oro su azzurro - aquila di nero sorante rivolta uscente dalla torre (citato in LEOM) |
|        | Romani (Camerino, Matelica) porta di San Paolo a Roma fiancheggiata da due torri rotonde e sinistra dalla piramide di Caio Cestio su selciato uscente dalla punta tutto al naturale su azzurro - aquila sorante coronata di nero afferrante col becco un serepente al naturale in alto a destra (citato in LEOM) |
|        | Romani Adami (Fermo, Monte San Giusto) aquila di nero coronata di oro su troncato di oro e - triangolato di rosso e di argento - fascia di oro su azzurro - leone rampante nascente dalla fascia al naturale su azzurro - 3 bande di oro su azzurro (citato in LEOM) |
|        | Romanini (Cesena) (la blasonatura non è stata ancora caricata) (citato in BLCW) Immagine in Blasone Cesenate. |
|        | Romano (Bovalino, Bagnara Calabra) semitroncato partito: nel 1º di rosso a cinque pere gambute e fogliate d'oro poste 2, 1, 2; nel 2º di azzurro allo scaglione d'argento accompagnato da 3 stelle d'oro; nel 3º d'oro al cane rivolto di nero passante sulla campagna di verde Cimiero: la testa e collo di una volpe di nero (citato in (2) - pag. 581) |
|        | Romano (Lecce) d'azzurro, al braccio nudo di carnagione uscente dal fianco destro dello scudo e bruciante sulla fiamma di un braciere d'oro (citato in (2) - pag. 259 e in DAlena) |
|        | Romano (Scala) di nero, al leone d'oro coronato dello stesso, col lambello di rosso a tre pendenti attraverso sul tutto Di nero al leone coronato d'oro, attraversato da un lambello a tre pendenti di rosso (citato in DAlena) di nero, al leone, coronato dello stesso; col lambello di tre pendenti di rosso attraversante sul leone (citato in (19)) alias scudo al leone rampante accantonato nel capo da due rose (citato in DAlena) Notizie storiche in Nobili napoletani. |
|        | Romano (Bovalino, Bagnara Calabra) Semotrincato partito: nel 1° di rosso a 5 pere gambute e fogliate d'oro poste 2, 1, 2; nel 2° d'azzurro allo scaglione d'argento accompagnato da 3 stelle d'oro; nel 3° d'oro al cane rivolto di nero passante sulla campagna di verde Cimiero: la testa e collo di volpe di nero (citato in DAlena) |
|        | Romano (Saluzzo) Troncato d'azzurro e d'argento, al leone coronato, troncato d'argento e di nero alias Inquartato di Romano e di Solfi (citato in (16)) |
|        | Romano (Tropea) Titolo: patrizi di Tropea d'azzurro alla banda d'oro accompagnata in capo da un leone coronato dello stesso, linguato di rosso, in punta da tre stelle d'oro in banda (citato in (17)) banda di oro su azzurro - leone rampante coronato di oro in alto a destra - 3 stelle (6 raggi) di oro poste in banda in basso a sinistra (citato in LEOM) |
|        | Romano (Tropea) banda di oro su azzurro - leone passante sulla banda coronato di oro - 3 stelle (nraggi) di oro poste in banda in basso a sinistra (citato in LEOM) d'azzurro alla banda d'oro, sostenente un leone illeopardito e coronato dello stesso e accompagnata in punta da tre stelle d'oro (6 ?) in banda (citato in BLCL) di azzurro alla banda d'oro sostenente il leone leopardito e coronato dello stesso, armato e lampassato di rosso , accostata nella punta da tre stelle d'oro ordinate in banda (citato in BLCL) Immagine e notizie storiche in Tropea Magazine. |
|        | Romano (Tropea) (LA) campum ceruleum barram auream eversam et super eam Leo aureus et tres stellas subter (citato in BLCL) Immagine e notizie storiche in Tropea Magazine. |
|        | Romano (Sorrento) di nero al leone d'oro coronato dello stesso linguato di rosso caricato da un labello a tre pendenti dello stesso (citato in BLCL) Immagine e notizie storiche in Tropea Magazine. |
|        | Romano (Tropea) (d'azzurro, al sinistrocherio di carnagione, vestito di rosso, uscente dal lato destro dello scudo, attraversante su una fiamma di rosso uscente da un calderone d'oro) (citato in BLCL) Immagine e notizie storiche in Tropea Magazine. |
|        | Romano (Napoli, Castelnuovo della Daunia, Castello di Eboli) Titolo: baroni d'azzurro al leone d'oro con un rastrello (lambello) di rosso di tre denti attraversante sulla spalla (citato in (17) e in (19)) lambello a 3 gocce di rosso su - leone rampante di oro su azzurro (citato in LEOM) |
|        | Romano (Napoli) Titolo: nobili di rosso alla colonna d'argento coronata d'oro, accostata di due giunchi di verde il tutto uscente dal mare d'azzurro Motto: Flectimur non frangimur undis (citato in (17)) |
|        | Romano (Molfetta) d'azzurro, a un leone d'oro tenente un bisante dello stesso Motto: Sub umbra larum tuorum (citato in ) |
|        | Romano o Colonna Romano (Sicilia) (la blasonatura non è stata ancora caricata) (citato in (20)) Notizie storiche in Famiglie nobili di Sicilia. |
|        | Romano colonna di argento uscente da un mare fluttuoso di azzurro coronata di oro su rosso affiancata da - 2 giunchi di verde uscenti in palo dal mare (citato in LEOM) |
|        | Romano (Case di Manzano, Grenade (Francia)) castello al naturale fiancheggiato da 2 torri e sormontato da una altra torre a 2 palchi cimata da una bandiera lunga di rosso su colle di verde uscente dalla punta su azzurro (citato in LEOM) |
|        | Rombao o Rimbao o Rumbao (Sicilia) d'azzurro a tre fasce d'oro (citato in Mango e in (20)) alias (d'argento, al leone alato di nero) (citato in Mango) Notizie storiche in Famiglie nobili di Sicilia. |
|        | Rombelli (Roma, Torino) Titolo: conti di Occhieppo Superiore D'argento, al pino nutrito sulla pianura erbosa, con un cervo di rosso, corrente e attraversante il tronco, il tutto al naturale, con il capo d'azzurro, carico di tre stelle, d'argento, ordinate in fascia Motto: Ditat servata fides (citato in (16)) |
|        | Rombenchi (Toscana) (DE) In Blau 1 goldene Raute in der Nabelstelle, begleitet von 3 achtstrahligen goldenen Sternen balkenweise in der Herzreihe (citato in (23)) |
|        | Romei (Prato) D'argento, alla banda d'azzurro caricata di due stelle a otto punte d'oro, poste in mezzo a due crescenti affrontati dello stesso (citato in (14)) |
|        | Romei (Toscana Mugello - Emilia) Troncato d'azzurro e d'argento, al cane rampante dell'uno all'altro, collarinato di rosso con l'anello d'oro (Immagine presente nella Curia Arcivescovile di Firenze) |
|        | Romei (Monteleone - Vibo Valentia) di cobalto con tre pesi di stadera posti due-uno (citato in (32)) |
|        | Romei (Bova, Maida, Monteleone, Filogaso) d'azzurro, al bastone di pellegrino accompagnato a destra da tre conchiglie poste in palo e a sinistra da un ramo di ramerino (citato in (31)) |
|        | Romei cane rampante di oro su troncato di verde e di rosso (citato in LEOM) |
|        | Romei Longhena (Reggio Emilia, Cavriago, Brescia, Firenze) 4 conchiglie di argento su banda di rosso su - cane levriero rampante troncato di argento e di azzurro su scudetto troncato di azzurro e di argento su - leone rampante di nero su oro - fasciato di nero e di argento - pellicano di argento su terrazzo di verde su azzurro (citato in LEOM) |
|        | Romeo d'azzurro, a tre conchiglie orecchiute d'oro, poste 2.1 (citato in (5) - pag. 119) |
|        | Romeo (Randazzo, Patti, Roma) Titolo: nobile dei baroni; barone di Allegracori, S. Martino, Casalgiordano, Melilli, S. Alessi, Tonde Regie di Randazzo, Carcaci, Biggeni, Cugno, Castello di Randazzo, Torrazze; visconte di Francavilla; marchese di Manghisi d'azzurro al bordone accostato a destra di tre conchiglie ordinate in palo e a sinistra da un ramoscello di rosmarino, il tutto d'oro (ramo Romeo del Castello e del Cugno) (citato in (17), in Mango e in (20)) bordone (bastone del pellegrino) posto in palo accompagnato a sinistra da - 3 conchiglie poste in palo e a destra da - un ramoscello di rosmarino anche in palo tutto di oro su azzurro (citato in LEOM) alias d'azzurro al bordone accostato a destra di tre conchiglie ordinate in palo e a sinistra da un ramoscello di rosmarino, il tutto d'oro con la bordura di rosso per spezzatura di linea (citato in (17)) D'azzurro, al bordone accompagnato, a destra da tre conchiglie ordinate in palo, a sinistra da un ramoscello di rosmerino, il tutto d'oro e colla spezzatura di una bordura di rosso (ramo Romeo di Torrazza) (citato in Mango) bordone (bastone del pellegrino) posto in palo accompagnato a sinistra da - 3 conchiglie poste in palo e a destra da - un ramoscello di rosmarino anche in palo tutto di oro su azzurro - bordura di rosso pieno (citato in LEOM) Corona di marchese Notizie storiche in Famiglie nobili di Sicilia. Ulteriori notizie storiche in Famiglie nobili di Sicilia. |
|        | Romero (Carmagnola) D'oro, allo scaglione d'azzurro, carico di due bordoni da pellegrino, d'argento, pomati, lo scaglione accostato da sei conchiglie di rosso, tre in capo, tre in punta Motto: Per viam rectam (citato in (16)) |
|        | Romero (Torino ?) D'azzurro, al braccio tenente un bordone (baston romeo) accostato da sei stelle, il tutto d'argento Motto: In labore requies (citato in (16)) |
|        | Romero (Torino) D'oro, all'albero nutrito nel terreno erboso, di verde, sostenente un uccello sorante, al naturale Motto: Ex labore requies (citato in (16)) |
|        | Romero (Sicilia) D'argento, con l'albero di verde (citato in (20)) Notizie storiche in Famiglie nobili di Sicilia. |
|        | Rometti (Pistoia) D'oro, a tre fasce di rosso, e al capo del secondo caricato di un monte di sei cime di verde alias Fasciato di sei pezzi d'oro e di rosso, e al capo del secondo caricato di un monte di sei cime di verde (citato in (14)) |
|        | Romieri (Venezia) torre di argento merlata di 3 pezzi alla ghibellina sormontata da - stella (8 raggi) di oro tutto su azzurro - leone rampante al naturale su argento (citato in LEOM) |
|        | Romoli d'argento, alla banda d'azzurro, caricata di due stelle (8) e di due crescenti affrontati alle estremità della pezza, il tutto d'oro (citato in (5) – pag. 48) |
|        | Romoli (Firenze) D'argento, alla banda di rosso, caricata di due stelle a otto punte d'oro poste in mezzo a due crescenti affrontati dello stesso alias D'argento, alla banda di rosso, caricata di due stelle a otto punte d'oro poste in mezzo a due crescenti affrontati d'argento alias D'argento, alla banda d'azzurro, caricata di due stelle a otto punte d'oro poste in mezzo a due crescenti affrontati dello stesso alias D'argento, alla banda d'azzurro, caricata di due stelle a otto punte d'oro poste in mezzo a due crescenti affrontati d'argento (citato in (14)) |
|        | Romoli (Toscana) (DE) In Silber 5 achtstrahlige rote Sterne, schragenweise (citato in (23)) |
|        | Romoli della Vipera (Firenze) D'azzurro, a tre ruote d'oro ordinate in palo (citato in (14)) |
|        | Romoli delle Ruote (Firenze) D'argento, alla banda d'azzurro accompagnata da due ruote, 1.1, e caricata di due stelle a otto punte poste in mezzo a due crescenti affrontati, il tutto d'oro (citato in (14)) |
|        | Romolus (Toscana) (DE) In Gold 5 achtstrahlige rote Sterne, schragenweise (citato in (23)) |

### Ron
| Stemma | Casato e blasonatura |
| ------ | --- |
|        | Ronca (Corneto) Titolo: Nobili di Corneto (la blasonatura non è stata ancora caricata) (citato in DAlena) |
|        | Ronca (Ovada) D'oro, al leone di rosso, sostenuto da una pianura di verde, tenente tra le branche una ronca al natu- rale, posta in palo (citato in (25)) |
|        | Roncadelli (Cremona) partito; a destra di rosso, al leone d'oro; a sinistra d'oro, a tre fasce di rosso (citato in BLCR) Immagine in |
|        | Roncaglia (Nizza) D'azzurro, a due alabarde d'argento, manicate di rosso, decussate (citato in (16)) |
|        | Roncaglia (Bologna) leone rampante di oro su argento (citato in LEOM) |
|        | Roncaglia (Bologna) leone rampante troncato di argento e di nero su troncato di nero e di argento (citato in LEOM) |
|        | Roncaglia (Modena) leone rampante al naturale su argento (citato in LEOM) |
|        | Roncalli (Bergamo) castello a una torre merlato alla ghibellina di argento uscente dalla troncatura su rosso - palo di azzurro su - fasciato di argento e di rosso (citato in LEOM) |
|        | Roncalli (Bergamo) castello a una torre merlato alla ghibellina di argento uscente dalla troncatura su azzurro (o su rosso) - palo di azzurro su - fasciato di argento e di rosso (citato in LEOM) |
|        | Roncalli (Bergamo) castello a una torre merlato alla ghibellina di argento uscente dalla troncatura su rosso - palo di verde (o di azzurro) su - fasciato di argento e di rosso (citato in LEOM) |
|        | Roncalli (Bergamo) castello a una torre merlato alla ghibellina di argento uscente dalla troncatura su azzurro - palo di verde su - fasciato di argento e di rosso (citato in LEOM) |
|        | Roncalli (Bergamo) castello a una torre merlato alla ghibellina di argento uscente dalla troncatura su azzurro - palo di azzurro su - palato di argento e di rosso (citato in LEOM) |
|        | Roncalli (Bergamo) torre di argento merlata di 3 pezzi alla ghibellina sul rosso del - troncato di rosso e di argento - 3 monti al naturale uscenti dalla punta sull'argento (citato in LEOM) |
|        | Roncalli (Bergamo) fascia di rosso su troncato di azzurro e di argento - castello a una torre merlato alla ghibellina uscente dalla fascia di argento su azzurro porta di nero caricata da un guerriero di argento - verghetta di nero su argento Roncalli (citato in LEOM) |
|        | Roncalli Benedetti (Bergamo, Foligno) castello di argento a una torre uscente dalla troncatura su azzurro aperto e finestrato di nero - 3 pali di cui 2 di rosso ai lati e uno di azzurro al centro su argento - braccio destro di carnagione strappato benedicante in palo sormontato da - 3 gigli di oro posti 1,2 tutto su azzurro (citato in LEOM) |
|        | Roncas (Valle d'Aosta) Titolo: marchesi di Caselle; baroni di Brissogne, Châtel-Argent, Cly, Sarre; signori di Aime, Courmayeur, Émarèse, Saint-Martin-de-Corléans; consignori di Bonavalle Troncato d'argento e d'azzurro, il 1º al sole, di rosso, il 2º alla mezzaluna crescente, d'argento alias Partito di due e troncato di due, al 1° di Châtel-Argent, che è troncato d'oro e d'argento, all'aquila di nero, armata e linguata di rosso, al 2° di Saint Pierre, al 3° di Sarre, al 4° d'Entrèves, al 5° di Roncas, al 6° di Favre, al 7° di Brissogne, all'8° di Quart (?), al 9° di Cly (citato in (16))                                      |
|        | Roncetti (Pistoia) Troncato: nel 1° d'azzurro, al cane fermo d'argento, collarinato di rosso, mirante un crescente rivolto in banda d'argento posto nel cantone destro del capo; nel 2° bandato doppiomerlato di sei pezzi d'oro e di rosso (citato in (14)) |
|        | Ronchi (Val Camonica) d'argento, al leone al naturale, armato e lampassato di rosso, tenente con le branche anteriori una lancia di nero (Tratto da: Blasonario Blasonario Camuno (archiviato dall'url originale il 28 luglio 2008).) |
|        | Ronchi (Friuli) albero di verde su terrazzo dello stesso su scudetto di oro in petto a - una aquila di nero su oro (citato in LEOM) |
|        | Ronchi (Cesena) (la blasonatura non è stata ancora caricata) (citato in BLCW) Immagine in Blasone Cesenate. |
|        | Ronchi Braccioli o Ronghi (Ancona, Ferrara) Titolo: conti D'azzurro, alla fascia, accompagnata in capo da tre stelle (6) ordinate in fascia, e in punta da un monte di tre colli all'italiana, il tutto d'argento (citato in (16)) |
|        | Ronchi Braccioli (Ferrara) croce di rosso accantonata da - 4 teste di moro al naturale attorcigliate di argento su argento - aquila di nero ali abbassate (volo) su oro - fascia di argento su azzurro - 3 stelle (6 raggi) di oro poste 1,2 in alto - monte a 3 cime di verde uscente dalla punta in basso - braccio destro uscente da destra vestito di rosso afferrante con la mano di carnagione 3 gigli di giardino di argento stelati e fogliati di verde su azzurro - foglia di palma posta in palo affiancata da 2 gigli tutto di oro su azzurro in capo (citato in LEOM)                                                                      |
|        | Ronchivecchi (Firenze) D'azzurro, alla sbarra contromerlata di rosso (citato in (14)) |
|        | Ronci o Runci (Abruzzo) Partito: nel 1° di nero alla ronca d'argento manicata da un giglio dello stesso; nel 2° d'azzurro all'anitra d'argento, i piedi immersi nel mare al naturale, movente dalla punta, tenente nel becco un ramoscello di verde, sormontata nel capo da tre stelle male ordinate d'oro (citato in DAlena) |
|        | Roncino (Torino ?) D'oro, a tre bande di nero (citato in (16)) |
|        | Roncioni (Pisa) d'azzurro, al cavallo inalberato d'argento (citato in (2) - pag. 119 e in DAlena) D'azzurro, al cavallo sfrenato e inalberato d'argento (citato in (14)) |
|        | Roncioni (Roma) (la blasonatura non è stata ancora caricata) (Immagine nell' Archivio Storico Capitolino (PDF) (archiviato dall'url originale il 4 marzo 2016).) |
|        | Ronco (Ronco Scrivia) Di rosso, allo scaglione d'argento, accostato da tre stelle (8) d'oro, quella in cuore sormontante un monte di tre cime di verde, con il capo d'oro, carico di un'aquila di nero, coronata del campo (citato in (16)) |
|        | Ronconcelli (Prato) Di..., al monte di sei cime di..., sormontato da una ghirlanda di..., fiorita di... (citato in (14)) |
|        | Ronconi (Firenze) Troncato: nel 1° d'azzurro pieno; nel 2° d'oro, al palo di rosso; e al leone d'oro attraversante sul tutto, appoggiato ad una picca (roncone) in palo d'argento, astata al naturale alias Troncato: nel 1° d'azzurro pieno; nel 2° interzato in palo d'argento, di rosso e di verde; e al leone d'oro attraversante sul tutto, appoggiato ad una picca d'argento, astata al naturale alias Troncato: nel 1° d'azzurro pieno; nel 2° interzato in palo d'argento, di rosso e di verde; e al leone d'oro attraversante sul tutto, appoggiato ad una picca d'argento, astata al naturale; con il capo di Santo Stefano (citato in (14)) |
|        | Ronconi (Toscana) (DE) In Blau 1 goldener Löwe, 1 golden gestielte silberne Streitaxt haltend (citato in (23)) |
|        | Ronconi (Venezia) monte a 3 cime di verde uscente dalla troncatura cimato da una doppia roncola dello stesso su azzurro - 2 gigli di oro ai fianchi della roncola su azzurro - banda di oro su trinciato di rosso e di verde - 2 roncole addossate di azzurro sormontate da - 3 stelle (5 raggi) dello stesso poste in fascia tutto sul rosso (citato in LEOM) |
|        | Roncovieri (Piacenza) Titolo: conti D'azzurro, alla banda doppiomerlata, d'oro alias D'oro, alla banda doppiomerlata, di rosso (citato in (16)) |
|        | Roncovieri (Piacenza) banda contromerlata di oro su azzurro (citato in LEOM) |
|        | Rondani (Parma) fascia di rosso su argento accompagnata da - 3 uccelli rondini poste 2,1 al naturale di cui le superiori affrontate (citato in LEOM) alias 3 uccelli rondini poste 2,1 al naturale di cui le superiori affrontate su argento (citato in LEOM) |
|        | Rondanini (Roma) (la blasonatura non è stata ancora caricata) (Immagine nell' Archivio Storico Capitolino (PDF).) |
|        | Rondenis de Terdona (Tortona) Di rosso, al tortello d'azzurro, carico di una rondine, al naturale alias Di rosso, al tortello d'azzurro (citato in (16)) |
|        | Rondi o Rondo (Biella) D'oro, al giglio di giardino, di rosso, sostenente una rondine al naturale Motto: Tout à Dieu (citato in (16)) |
|        | Rondinelli (Firenze) d'oro, a sei rondini posate al naturale, poste 3.2.1 e al capo d'Angiò (citato in (4) - Vol. II pag. 120 (d'oro a 6 rondini al naturale poste 3, 2, 1 accompagnate in capo da un lambello a 4 pendenti di rosso) e in (5) - pag. 154) |
|        | Rondinelli (Firenze) D'oro, a sei uccelli (rondini) dal volo chiuso al naturale, 3.2.1 (citato in (14)) alias D'oro, a sei uccelli (rondini) dal volo chiuso al naturale, 3.2.1 con il capo del Popolo fiorentino (citato in (14)) alias D'oro, a sei uccelli (rondini) dal volo chiuso al naturale, 3.2.1, con in capo un lambello a tre pendenti di rosso (citato in (14)) alias D'oro, a sei uccelli (rondini) dal volo chiuso al naturale, 3.2.1, con in capo un lambello a quattro pendenti di rosso (citato in (14)) alias D'oro, a otto uccelli dal volo chiuso al naturale, 2.3.2.1 (citato in (14))                                           |
|        | Rondinelli (Firenze) D'oro, a sei uccelli (rondini) dal volo chiuso al naturale, 3.2.1, con in capo un lambello a tre pendenti di rosso; con il capo del popolo fiorentino (Immagine nella Raccolta stemmi Trippini (JPG).) |
|        | Rondinelli o Rondinelli del Lion d'Oro (Toscana) (DE) In Gold 6 schwarze Schwalben, 2:3:1 gestellt, oben begleitet von 1 dreilätzigen roten Turnierkragen (citato in (23)) |
|        | Rondinelli (Cesena) (la blasonatura non è stata ancora caricata) (citato in BLCW) Immagine in Blasone Cesenate. |
|        | Rondinelli Vitelli (Firenze, Roma) 6 rondini al naturale poste in piramide rovesciata sormontate da - lambello a 4 gocce di rosso tutto su oro - luna posta in sbarra di oro su azzurro - scaccato di rosso e di argento (citato in LEOM) |
|        | Rondini (Macerata, Filottrano) monte a 3 cime di oro uscente dalla punta cimato da - un giglio di giardino fiorito di 3 pezzi di argento stelato e fogliato di verde - rondine (uccello) al naturale posata sul giglio centrale tutto su azzurro (citato in LEOM) |
|        | Rondinini di azzurro alla sbarra d'argento caricata di tre rondini al naturale e accompagnata da due crivelli d'oro, un o in capo e uno in punta (citato in (4) - pag. 986) |
|        | Rondinini (Firenze) Di rosso, all'uccello (rondine) al naturale posato sulla cima di un monte di sei cime d'azzurro, sorgente dalla campagna di verde; il tutto attraversato dalla banda d'oro caricata di tre pesci d'argento (citato in (14)) |
|        | Rondolino (Cavaglià) Titolo: consignori di Piverone Troncato d'argento e d'oro, alla fascia composta d'azzurro e d'oro, sulla partizione, il 1° alla rondine, tenente un ramoscello di gelsomino, fiorito, al naturale, il 2° d'oro alias D'oro a tre rondini di nero, 2, 1 Motto: Fidelitate et fortitudine (citato in (16)) |
|        | Rontini (Firenze) Di..., al leone di... ascendente un monte di sei cime di... e tenente con la branca destra un ramo di rosaio fiorito di un pezzo di... (citato in (14)) |

### Ror
| Stemma | Casato e blasonatura |
| ------ | --- |
|        | Roretto o Roveto o Rosetto (Asti) Titolo: consignori di Bastia e Monale D'argento, a tre fasce di rosso, sormontate da un ramoscello di roviglio, di verde (citato in (16)) |